# Gauci Tower

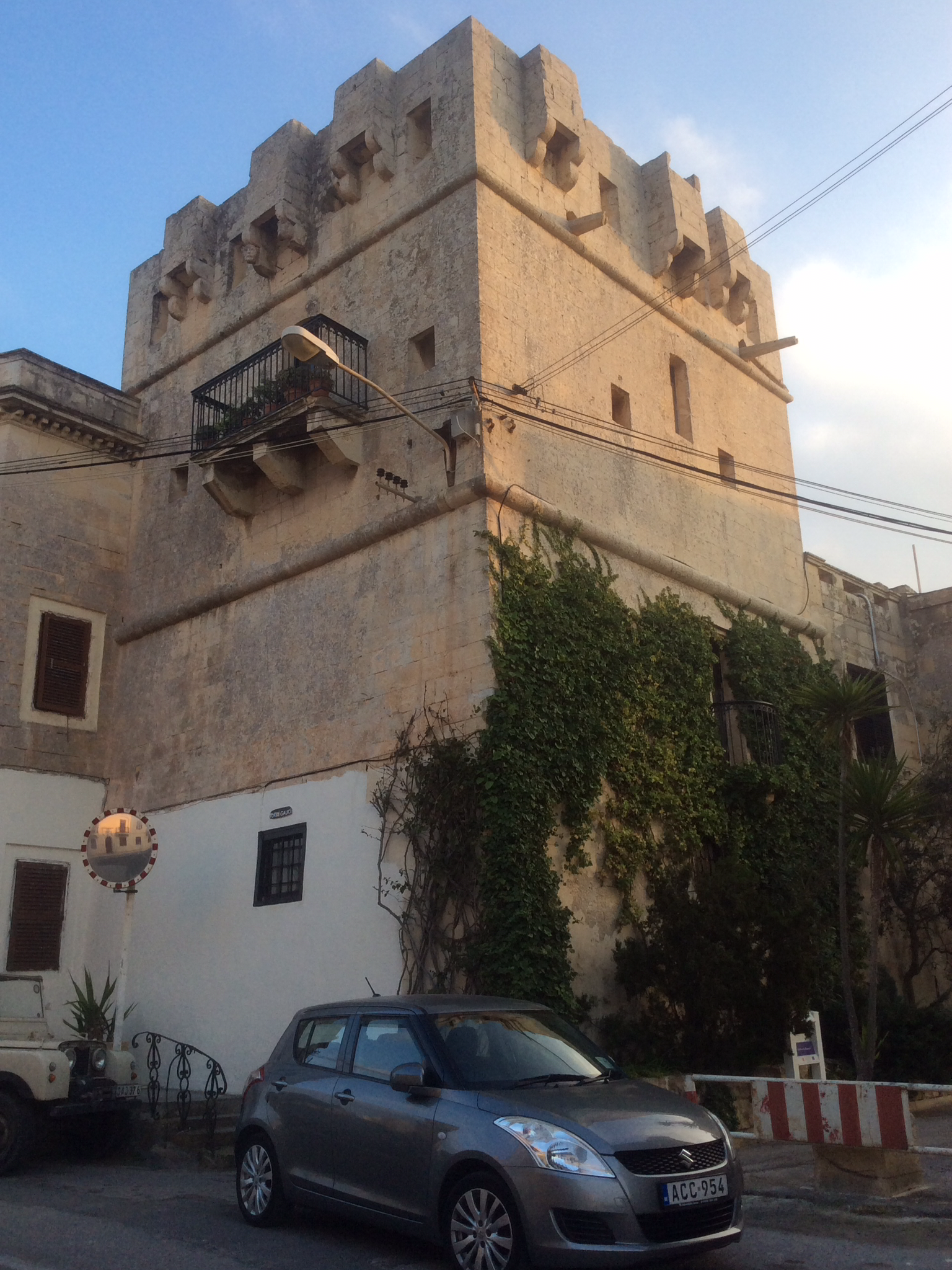
Gauci Tower

Gauci Tower (maltesisch Torri Gauci) ist ein kleiner rechteckiger Wohnturm in Naxxar auf Malta.

## Geschichte
Der Turm wurde 1548 von Francesco Gauci zum Schutz seiner Familie erbaut. Die Kosten beliefen sich auf 400 scudi. Noch in demselben Jahr übernahm der Malteserorden für kurze Zeit das Gebäude, um dort den Hauptmann der Miliz von Naxxar unterzubringen. Mit Dekret vom 16. Mai 1548 wurde der Turm an Gauci auf dessen Gesuch hin zurückübereignet. Für den Hauptmann der Miliz wurde der Captain’s Tower gebaut.
Der gut erhaltene Turm befindet sich in Privatbesitz und ist für die Öffentlichkeit nicht zugänglich.

## Architektur
Torri Gauci ist ein rechteckiges Gebäude aus Kalkstein mit zwei Stockwerken, von denen das untere vorspringt. Rund um das flache Dach sind Maschikulis angeordnet, ferner zeigt der Turm Schießscharten und Sehschlitze.